# Uncifera dalatensis
Uncifera dalatensis är en orkidéart som först beskrevs av André Guillaumin, och fick sitt nu gällande namn av Gunnar Seidenfaden och Tem Smitinand. Uncifera dalatensis ingår i släktet Uncifera och familjen orkidéer.
Artens utbredningsområde är Vietnam. Inga underarter finns listade i Catalogue of Life.